# قطعنامه ۲۰۰۴ شورای امنیت
قطعنامه ۲۰۰۴ شورای امنیت سازمان ملل متحد که در تاریخ ۳۰ اوت ۲۰۱۱ تصویب شد، سندی بین‌المللی دربارهٔ بررسی وضعیت خاورمیانه است. این قطعنامه طی نشست ۶۶۰۵ام با ۱۵ رای موافق، ۰ مخالف و ۰ ممتنع تصویب شد.